# エイフィン・フィエルスター
エイフィン・フリチョフ・フィエルスター（Øivin Fridtjof Fjeldstad, 1903年5月2日 - 1983年10月16日）は、ノルウェーの指揮者、ヴァイオリニスト。名前については「エイヴィン・フィエルスタート」などと表記されることもある。

## 経歴
1903年、クリスチャニア（オスロ）生まれ。オスロ音楽院とライプツィヒでヴァイオリンを専攻し、ベルリンでクレメンス・クラウスに指揮法を教わった。1923年にオスロのフィルハーモニー協会管弦楽団のヴァイオリン奏者となり、1945年からは辞職するまでコンサートマスターを務めるまでに上り詰めたが、その一方で1931年ごろから指揮をはじめるようになった。
1946年から1962年までノルウェー放送管弦楽団の首席指揮者を務め、1958年から1960年までノルウェー国立歌劇場の芸術監督を兼任した。1962年から1969年まで古巣のフィルハーモニー協会管弦楽団の首席指揮者を務め、1969年から死の前年までヴェストフォル交響楽団の首席指揮者を務めた。
教育者としても1920年代から母校のオスロ音楽院で教鞭をとり、弟子にはクヌート・ニューステットやアルフ・シェーエンらがいる。
1983年、オスロにて没。

## 註
1. ↑  snl.no
2. ↑  ONTOMO MOOK『指揮者の全て』音楽之友社、1996年, p.199
3. ↑  Naxos

| スタブアイコン | サブスタブ | この項目は、まだ閲覧者の調べものの参照としては役立たない、音楽関係者（バンド等）に関連した書きかけの項目です。この項目を加筆・訂正などしてくださる協力者を求めています（P:音楽/PJ:芸能人）。 |